# Kwana Eiland
Kwana Eiland (auch Kwana Island) ist eine Insel im südwestlichen Teil des Brokopondo-Stausees (Brokopondostuwmeer) im Distrikt Brokopondo von Suriname.
Die Insel entstand erst durch das Anstauen des Sees. Heute trägt sie ein Holiday Resort mit Touristen-Bungalows und verfügt über Palmen und weiße Sandstrände. Der Name „Kwana“ bezieht sich auf eine Fischart, die dort vorkommt. Gelegentlich besuchen daher auch Fischer die Insel.